# Malone (Washington)
Malone az Amerikai Egyesült Államok északnyugati részén, Washington állam Grays Harbor megyéjében elhelyezkedő statisztikai település, 2010 előtt Malone–Porter része. A 2010. évi népszámlálási adatok alapján 475 lakosa van.